# Radostowo (Jeziorany)
Radostowo (deutsch Freudenberg) ist ein Dorf in der polnischen Woiwodschaft Ermland-Masuren und gehört zur Stadt-und-Land-Gemeinde Jeziorany im Powiat Olsztyński.

## Geographische Lage

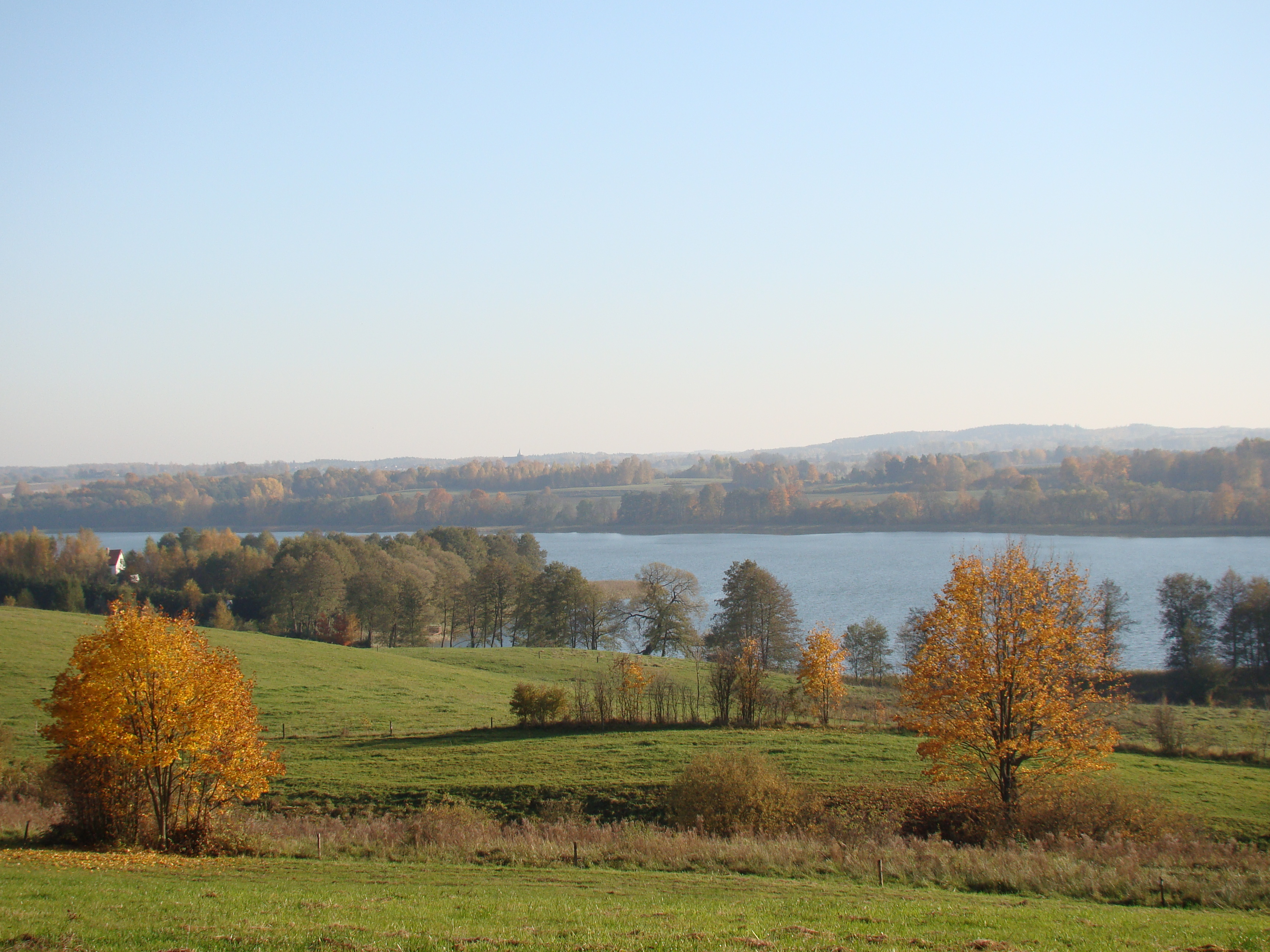
Der Blankensee im Norden des Dorfs

Das Dorf liegt im historischen Ermland, zehn Kilometer westlich von Seeburg (Jeziorany) und jeweils 36 Kilometer südwestlich der einstigen Kreisstadt Rößel (Reszel)  bzw. nordöstlich von Allenstein  (Olsztyn).  Im Norden liegt der Blankensee (Jezioro Blanki).

## Geschichte

### Ortsgeschichte
Das Kirchdorf wurde 1362 gegründet und erhielt als Vrödemberg von Heinrich von Luther die Handfeste. Zwischen 1874 und 1945 war Freudenberg namensgebender Ort eines Amtsbezirks, der zum Landkreis Rößel im Regierungsbezirk Königsberg (ab 1905 Regierungsbezirk Allenstein) der preußischen Provinz Ostpreußen gehörte. Der Amtsbezirk wurde aus den Landgemeinden (ab 1935 „Gemeinden“) Fleming (heute polnisch: Frączki), Freudenberg (Radostowo), Schönborn (Studnica) und Wonneberg (Studzianka) gebildet.
Aufgrund der Bestimmungen des Versailler Vertrags stimmte die Bevölkerung im Abstimmungsgebiet Allenstein, zu dem Freudenberg gehörte, am 11. Juli 1920 über die weitere staatliche Zugehörigkeit zu Ostpreußen (und damit zu Deutschland) oder den Anschluss an Polen ab. In Freudenberg stimmten 720 Einwohner für den Verbleib bei Ostpreußen, auf Polen entfielen keine Stimmen.
Nach dem  Zweiten Weltkrieg wurde Freudenberg im Sommer 1945 von der sowjetischen Besatzungsmacht gemäß dem Potsdamer Abkommen  zusammen mit der südlichen Hälfte Ostpreußens unter polnische Verwaltung gestellt. Die Polen führten für Freudenberg die Ortsbezeichnung Radostowo ein. In der Folgezeit wurden die verbliebenen deutschen Dorfbewohner von der örtlichen polnischen Verwaltungsbehörde aus Freudenberg vertrieben. 
1995 bis 1998 gehörte der Ort zur Woiwodschaft Olsztyn, nach deren Auflösung wurde Radostowo Teil der Woiwodschaft Ermland-Masuren.

### Bevölkerungsentwicklung bis 1945
| Jahr | Einwohner | Anmerkungen         |
| ---- | --------- | ------------------- |
| 1816 | 526       | [ 5 ]               |
| 1852 | 456       | [ 6 ]               |
| 1858 | 926       | sämtlich Katholiken |
| 1864 | 951       | am 3. Dezember      |
| 1871 | 950       | [ 9 ]               |
| 1910 | 957       | [ 10 ]              |
| 1933 | 938       | [ 11 ]              |
| 1939 | 887       | [ 11 ]              |

## Kirche

### Römisch-katholisch

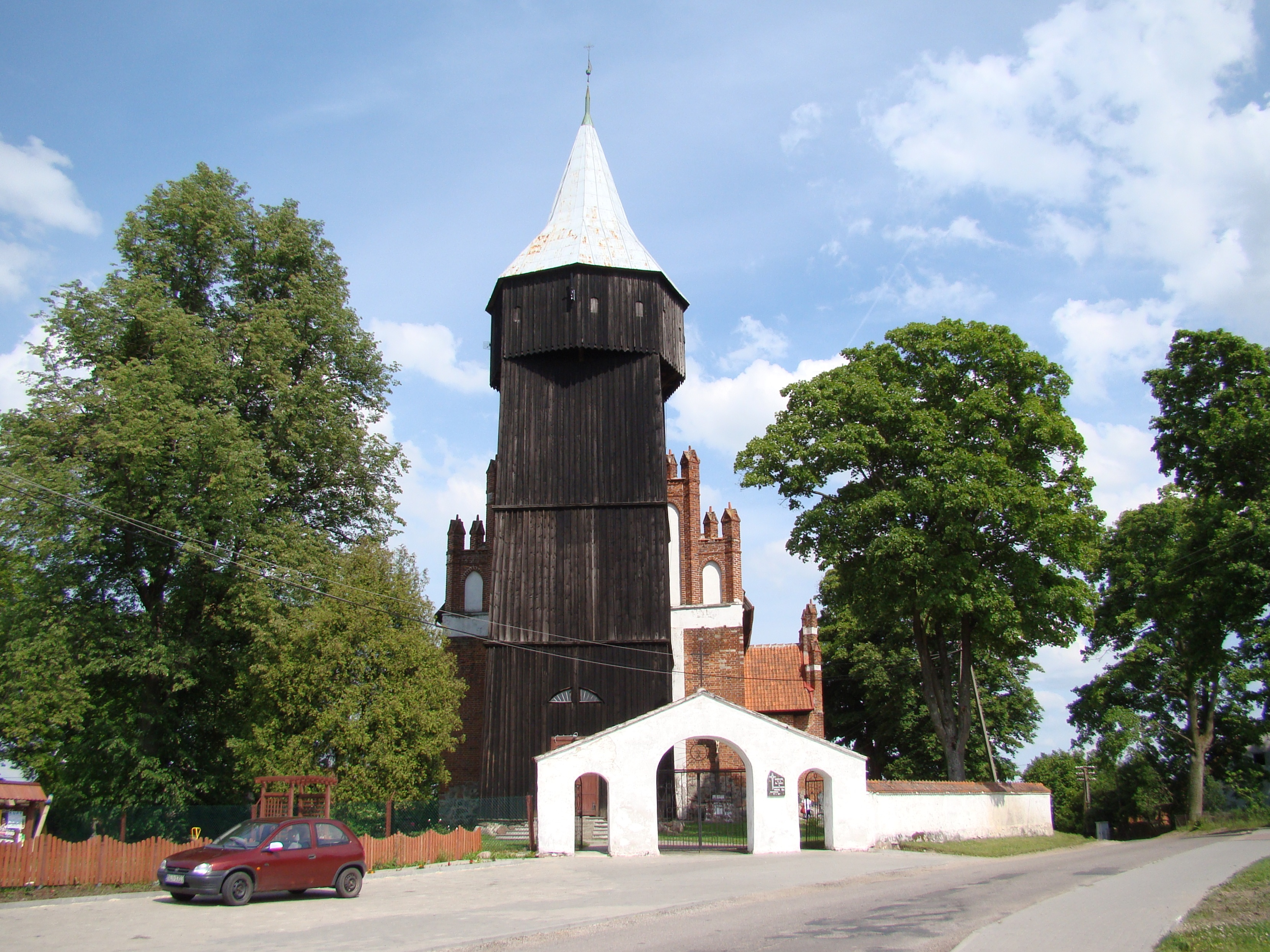
Katholische Pfarrkirche (14., 15. und 18. Jahrhundert)

In Radostowo steht die katholische Pfarrkirche St. Georg und St. Anna aus dem 14. oder frühen 15. Jahrhundert. Es handelt sich um einen einschiffigen Ziegelbau mit Chor. Der im Westen vorgelagerte Holzturm stammt aus dem 18. Jahrhundert und verfügt über einen achteckigen Aufbau mit spitzem Dach. Die Wetterfahne weist die Jahreszahl 1929 auf. Zur Ausstattung gehört der Hochaltar von 1750, ein Ölbild des Hl. Georg, 1762 von Joseph Korzeniewski gemalt, und ein Seitenaltar von 1783 von Christian Bernhard Schmidt mit Malereien von Rutkowski, die 1786 entstanden. Außerdem findet sich das Mittelbild eines Flügelaltars, das eine Madonna auf der Mondsichel darstellt und die Arbeit einer Danziger Werkstatt um 1600 ist.
Die Kirche ist das zentrale Gotteshaus für die heutige Parafia Św. Jerzego, die jetzt zum Dekanat Dobre Miasto (Guttstadt) im Erzbistum Ermland der Katholischen Kirche in Polen gehört.

### Evangelisch
Die bis 1945 in Freudenberg lebenden evangelischen Kirchenglieder waren in das Kirchspiel Seeburg (heute polnisch: Jeziorany) im Kirchenkreis Rößel (Reszel) in der Kirchenprovinz Ostpreußen der Kirche der Altpreußischen Union eingepfarrt. Heute liegt Radostowo im Einzugsbereich der evangelischen Kirchengemeinde in Olsztyn (Allenstein), die zur Diözese Masuren der Evangelisch-Augsburgischen Kirche in Polen gehört.

## Verkehr
Durch den Ort verläuft die Woiwodschaftsstraße 593, die von Reszel über Jeziorany nach Dobre Miasto (Guttstadt) und weiter bis Miłakowo (Liebstadt) führt. In Radostowo endet eine Nebenstraße von Frączki (Fleming) über Studzianka (Wonneberg). 
Eine Bahnanbindung besteht nicht mehr, seit 1999 die Bahnstrecke von Czerwonka (Rothfließ) nach Kornewo (Zinten) mit der nächsten Bahnstation in Jeziorany geschlossen wurde.